# Draft NFL 1942
Il Draft NFL 1942 si è tenuto il 22 dicembre 1941 alla Palmer House di Chicago.

## Primo giro
|  | = Hall of Famer |

| Scelta | Squadra             | Giocatore      | Ruolo        | College     |
| ------ | ------------------- | -------------- | ------------ | ----------- |
| 1      | Pittsburgh Steelers | Bill Dudley    | Halfback     | Virginia    |
| 2      | Cleveland Rams      | Jack Wilson    | Fullback     | Baylor      |
| 3      | Philadelphia Eagles | Pete Kmetovic  | Halfback     | Stanford    |
| 4      | Chicago Cardinals   | Steve Lach     | Fullback     | Duke        |
| 5      | Detroit Lions       | Bob Westfall   | Fullback     | Michigan    |
| 6      | Washington Redskins | Spec Sanders   | Running Back | Texas       |
| 7      | Brooklyn Dodgers    | Bob Robertson  | Running Back | USC         |
| 8      | New York Giants     | Merle Hapes    | Fullback     | Mississippi |
| 9      | Green Bay Packers   | Urban Odson    | Tackle       | Minnesota   |
| 10     | Chicago Bears       | Frankie Albert | Quarterback  | Stanford    |

## Hall of Fame
All'annata 2013, un giocatore della classe del Draft 1942 è stato inserito nella Pro Football Hall of Fame:
- Bill Dudley, Halfback da Virginia scelto come primo assoluto dai Pittsburgh Steelers.

Induzione: Professional Football Hall of Fame, classe del 1966.